# Zamjatnycia
Zamjatnycia (ukr. Зам'ятниця) – wieś na Ukrainie, w obwodzie czerkaskim, w rejonie czerkaskim. W 2001 liczyła 280 mieszkańców, wśród których 268 jako ojczysty język wskazało ukraiński, 11 rosyjski, a 1 białoruski.